# Zbór Kościoła Chrześcijan Baptystów w Chojnicach
Zbór Kościoła Chrześcijan Baptystów w Chojnicach – zbór Kościoła Chrześcijan Baptystów znajdujący się w Chojnicach, przy ulicy Gdańskiej 15.
Nabożeństwa odbywają się w każdą niedzielę o godzinie 11:00.